# John R. Hodge

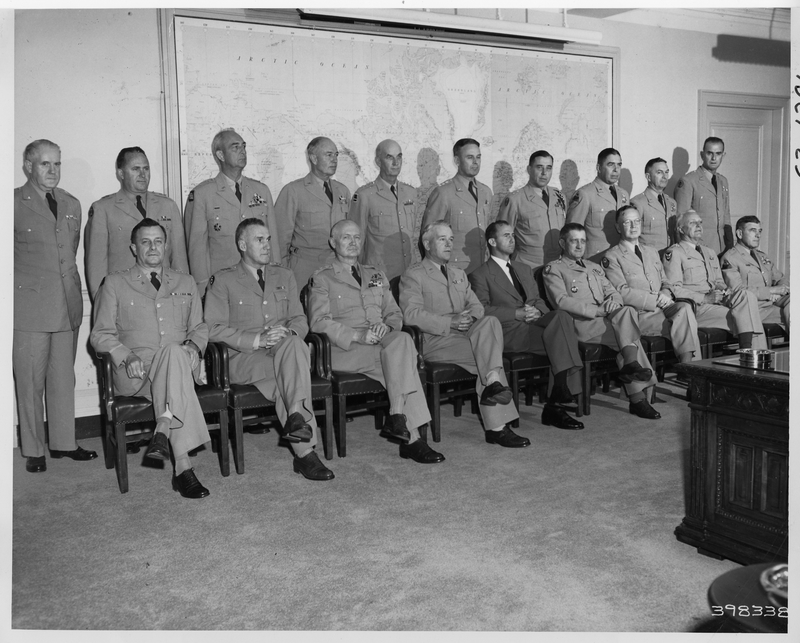
Dowódcy armii amerykańskiej i niektórzy zagraniczni oficerowie spotykają się z sekretarzem armii Frankiem Pace’em i gen. J. Lawtonem Collinsem, szefem sztabu armii, w Pentagonie podczas rutynowych sesji, 5 czerwca 1952 roku. Gen. por. John R. Hodge siedzi czwarty od prawej, między sekretarzem Pace'em (po lewej) i gen. por. Henrym Aurandem (po prawej)

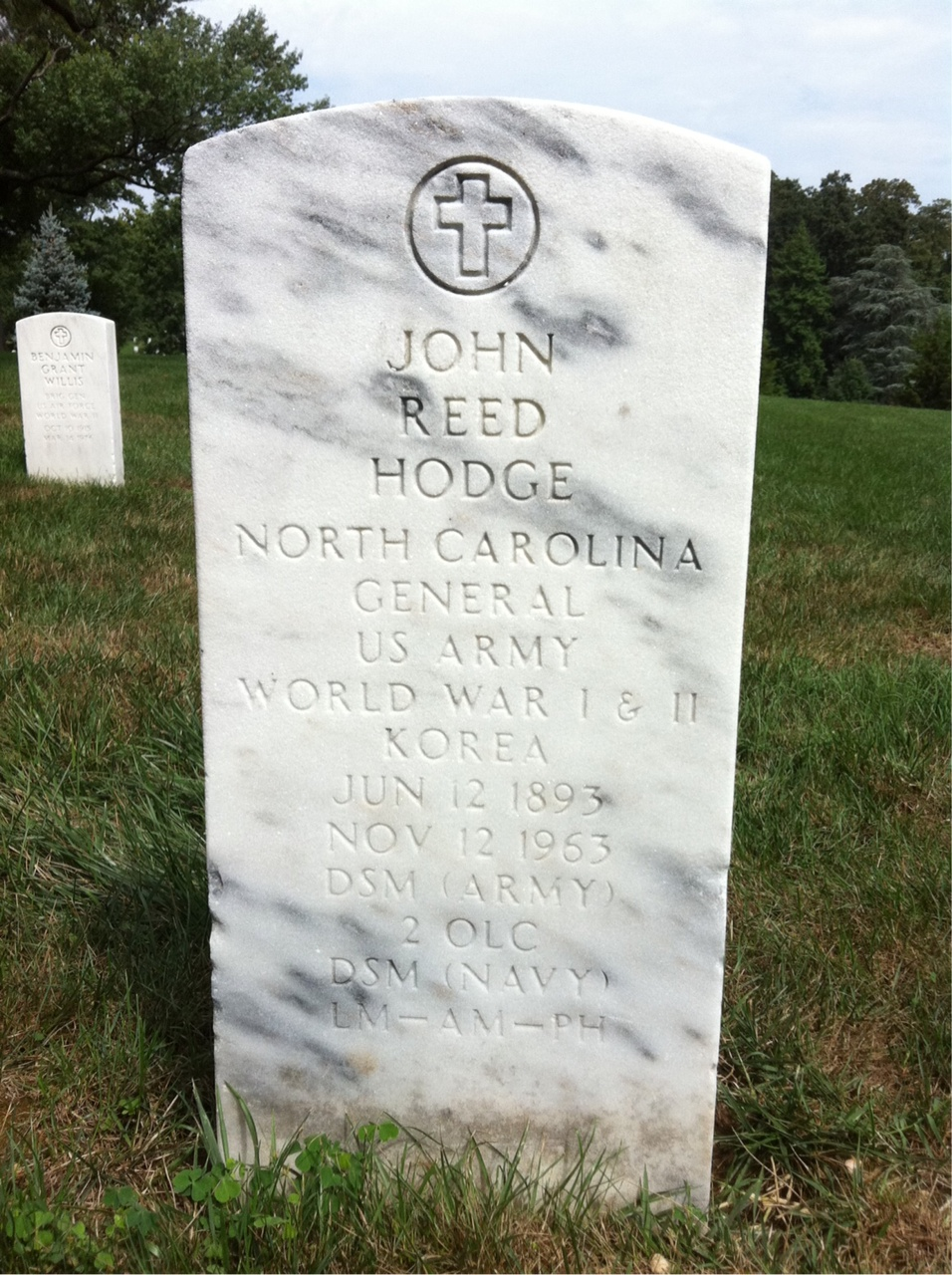
Grób generała Johna R. Hodge'a na Cmentarzu Narodowym w Arlington

John R. Hodge (ur. 12 czerwca 1893 w Golconda, zm. 12 listopada 1963 w Waszyngtonie) – amerykański generał.

## Wczesne lata
Urodzony w Golconda w stanie Illinois, Hodge uczęszczał do Southern Illinois Teachers College i University of Illinois. Po ukończeniu programu szkolenia oficerskiego w U.S. Army Officer Candidate School w Fort Sheridan otrzymał stopień podporucznika piechoty w 1917 roku. Służył w czasie I wojny światowej we Francji i Luksemburgu.
Pozostał w armii po zakończeniu wojny, wykładał nauki wojskowe na Mississippi State University od 1921 do 1925 roku i ukończył Infantry School w 1926 roku. Po przeniesieniu na Hawaje wstąpił do Command and General Staff School, którą ukończył w 1934 roku, kontynuując naukę w Army War College i Air Corps Tactical School.

## II wojna światowa
Na początku II wojny światowej pełnił funkcję szefa sztabu VII Korpusu pod dowództwem gen. mjr. Roberta C. Richardsona Jr., zlokalizowanego w Kalifornii jako część Western Defense Command. W czerwcu 1942 roku awansował na tymczasowy stopień brygadiera-generała i został przeniesiony do 25 Dywizji Piechoty na Hawajach, gdzie zastąpił gen. mjr. Gilberta R. Cooka jako asystent dowódcy dywizji i zastępca gen. mjr. J. Lawtona Collinsa.
25 Dywizja została wysłana do walk na wyspie Guadalcanal w listopadzie 1942 roku. Hodge pozostał w 25 Dywizji do kwietnia 1943 roku, kiedy to awansował na stopień generała majora i został przeniesiony na tymczasowe dowództwo 43 Dywizji Piechoty, gdzie zastąpił gen. mjr. Johna H. Hestera, który był wyczerpany walkami. Hodge dowodził 43 Dywizją podczas walk na północnych Wyspach Salomona i został za to odznaczony Army Distinguished Service Medal.
Po trzech miesiącach służby w 43 Dywizji Hodge objął dowództwo nad 23 Dywizją Piechoty na Fidżi. Następnie dowodził dywizją podczas kampanii w Wyspę Bougainville’a.
Następnie został mianowany dowódcą nowo aktywowanego XXIV Korpusu na Hawajach i brał udział w bitwie o Leyte w ramach kampanii filipińskiej, a później w bitwie o Okinawę. Został ponownie odznaczony Army Distinguished Service Medal za każdą z tych kampanii. Został też awansowany na tymczasowy stopień generała porucznika w czerwcu 1945 roku.

## Późniejsza kariera
Od 1945 do 1948 roku Hodge był dowódcą United States Army Forces in Korea (USAFIK). Poprowadził swój korpus do Korei na rozkaz gen. Douglasa MacArthura, lądując w Inczonie 9 września 1945 roku. Przyjął kapitulację wszystkich sił japońskich w Korei na południe od 38. równoleżnika. Jako dowódca sił okupacyjnych w Korei był krytykowany za złe traktowanie Koreańczyków, sztuczne utrzymywanie elementów japońskiej administracji i powoływanie na wystawne stanowiska japońskich kolaborantów. Hodge odmówił też uznania Koreańskiej Republiki Ludowej oraz jej Komitetów Ludowych i zdelegalizował ją 12 grudnia 1945 roku.
Następnie wrócił do Fort Bragg w Karolinie Północnej, aby dowodzić V Korpusem od 1948 do 1950 roku. Po wybuchu wojny koreańskiej w 1950 roku został mianowany dowódcą 3 Armii, stacjonującą w Stanach Zjednoczonych Ameryki, a nie w Korei.
Został awansowany na pełnego generała 5 lipca 1952 roku. Jego ostatnim przydziałem było stanowisko Szefa Sił Polowych Armii, które sprawował od 8 maja 1952 roku do przejścia na emeryturę 30 czerwca 1953 roku.
Generał Hodge zmarł w Waszyngtonie w 1963 roku w wieku 70 lat.